# Greg Tiernan
Gregory Tiernan (19 de junio de 1965) es un animador, director y locutor canadiense nacido en Irlanda. Junto con su esposa Nicole Stinn, fundó Nitrogen Studios Canada, Inc. en 2003, a través de la cual presentó la serie en CGI Thomas y sus amigos. Antes de esto, Tiernan colaboró en varios proyectos con el cineasta Don Bluth, Walt Disney Animation Studios y Klasky Csupo, Inc. Cinesite compró Nitrogen Studios y ahora trabaja para ellos.
Tiernan hizo su debut cinematográfico con la película de animación La fiesta de las salchichas (2016), una comedia negra con clasificación R, y se unió a Conrad Vernon para dirigir la producción de una historia concebida por Seth Rogen, Evan Goldberg y Jonah Hill.

## Carrera profesional
Tiernan se formó en animación tradicional para largometrajes en Irlanda, en los ahora desaparecidos Sullivan Bluth Studios de Don Bluth, con sede en Dublín. Allí, trabajó con Bluth en varias capacidades en las películas An American Tail (1986), The Land Before Time (1988) y Todos los perros van al cielo (1989). Más tarde, Tiernan trabajó en un episodio de la serie animada infantil británica Danger Mouse para Cosgrove Hall, varios episodios de Garfield y sus amigos, la serie animada de 1983 de la serie de cómics Lucky Luke, el largometraje mixto de acción en vivo y animación de Ralph Bakshi Cool World (1992) y dos largometrajes animados de Alemania Der kleene Punker (1992) y Felidae (1994) que luego tuvo un estrenó en YouTube el 7 de agosto de 2013 en los Estados Unidos. Poco después, se mudó a Los Ángeles y se convirtió en director de secuencias de Klasky Csupo. Además de trabajar en varios episodios de Rugrats y The Wild Thornberrys, hizo contribuciones secuenciales a los largometrajes derivados de ambos programas.
Los años de Tiernan en Hollywood también lo vieron trabajar extensamente con Disney. Sus primeros proyectos incluyeron varios títulos en la biblioteca de juegos de PC de la compañía, incluidos proyectos asociados con Disney Aladdín (1992), El rey león (1994), Hércules (1997) y Tarzán (1999). También a través de Disney, contribuyó con guiones gráficos para Mr. Magoo (1997), uno de sus pocos proyectos de acción en vivo.
Después de trabajar como animador adicional en La película de Tigger (2000), Tiernan se mudó a Vancouver y fundó Nitrogen Studios. A través de esta nueva empresa, ayudó a desarrollar God of War (2005), la primera entrada en la renombrada serie de juegos de PlayStation y la película animada Happily N'Ever After (2006). Se unió a la familia de artistas detrás de la franquicia Thomas y sus amigos cuando dirigió el video casero Hero of the Rails (2009). Este título se convirtió en el primer proyecto de Thomas en dejar de lado la técnica histórica de animación de acción en vivo a favor de CGI; todos los proyectos subsiguientes han sido animados así. Además de dirigir varios videos caseros adicionales, Tiernan se desempeñó como director de la serie Thomas y sus amigos desde la Serie 13 hasta la Serie 16 y las otras tres películas Misty Island Rescue (2010), Day of the Diesels (2011) y Blue Mountain Mystery (2012). Tiernan también fue director de la unidad CGI para la Serie 12. También era un gran admirador de The Rev. Los libros originales The Railway Series de W. Awdry y posee tanto La isla de Sodor: su gente, historia y ferrocarriles como Sodor: lectura entre líneas .
Tiernan también trabajó en varios proyectos cinematográficos cuando no trabajaba en Disney, Nitrogen o con Don Bluth, incluidos VeggieTales, Roxy Hunter, Bionicle 2: Legends of Metru Nui y cuatro especiales de Peanuts.
Tiernan obtuvo nuevos elogios tras el lanzamiento en 2016 de su debut cinematográfico, Sausage Party (en el que también le dio voz a una lata de sopa de papas y fideos).
Tiernan también dirigió la versión animada CGI de The Addams Family (2019) y su secuela The Addams Family 2 (2021).

## Acusaciones de maltrato
Varios días después del estreno de Sausage Party, surgieron denuncias de malos tratos a los empleados de Nitrogen Studios en la sección de comentarios de una entrevista con Tiernan y el codirector Conrad Vernon, publicada en el sitio web Cartoon Brew. Varios comentarios anónimos, de personas que pretendían ser animadores que trabajaron en la película en cuestión, afirmaron que Nitrogen los obligó a trabajar horas extras gratis y que algunos empleados fueron amenazados con el despido. Una persona afirmó que Tiernan se había ganado una reputación de "comportamiento perturbador y estilo de gestión abusivo". Publicaciones como el Washington Post, Los Angeles Times, Dorkly y /Film más tarde recogieron la historia.